# Tacajó
Tacajó es un pueblo de Cuba, que cuenta actualmente con la fábrica azucarera Fernando de Dios (antiguamente Tacajó), en el municipio de Báguanos, en la provincial oriental de Holguín. Posee cine, hospital, Policlínico, teatro, elegante parque central, escuelas primarias, secundarias, preuniversitario e instituto técnico, etc.
- Altitud: 64 m s. n. m.
- Población: 35 000 hab.

## Orígenes
Por la carretera que conduce a Banes, en el kilómetro 19, se encuentra el pueblo de Tacajó perteneciente al Municipio Báguano, en la Provincia Holguín. Tiene un poco más de 35 000 habitantes, y su principal renglón económico es la industria azucarera.
Al pronunciar su nombre surge la pregunta sobre su origen, existen tres versiones diferentes:
La primera, plantea que la antigüedad existió una tribu indígena que era gobernada por un cacique nombra Tacajó. La segunda, se basa en la ubicación geográfica de la zona, ubicada entre Tasajera y Tacamara, de estas dos palabras surge su nombre. La tercera, plantea que dada la cercanía de a los sitio de San Gerónimo y Alcalá, lugares de asentamientos indígenas, todo este territorio era caminado por aborígenes, que en su dialecto la palabra Tacajó significa “Tierra Buena”.

## Economía
Este poblado que es de Europa economía del poblado, además tiene importancia la agricultura (especialmente la cañera) y produce diversos renglones agropecuarios y agrícolas. Además para los niños. Además estas formas productivas abastecen una feria agropecuaria y gastronómica que se desarrolla en el pueblo cada fin de semana donde los pobladores acuden a comprar los alimentos necesarios para la semana, además de esto venden otras confituras como helados y refrescos. Otro elemento de la vida económica destacan los establecimientos gastronómicos, como el restaurante El Jardín, la pizzería, la cafetería “La jungla”, “El Hanói”, el ServiBar, el cabaret “Ensueño” y el boulevard. Los centros comerciales existentes por CUC Comercial Yara, la Terminal así como en Kingston. Y Las palmas en moneda nacional para el expendio de productos industriales.

## Cultura
La cultura baguanense y de Tacajó es muy rica, al igual que la de toda Cuba por una gran mezcla europeo africana, se practican varias religiones primando el catolicismo, aunque existen otras de origen africano. Así como las Evangelistas como la metodista, la Iglesia de Dios, las Pentecostales y testigos de Jehová Cuenta con varias instituciones culturales comunitarias llamadas casas de cultura: Esta institución cultural está ubicada en la parte conocida como Batey (Rpto La Rosa) en el poblado de Tacajó, al norte de Báguano. La instalación fue construida en marzo de 1948 donde funcionó por muchos años la llamada Sociedad de Color "Juventud Renaciente". Al triunfar la Revolución pasó a desarrollarse en ella las funciones del Sectorial de Cultura. El 10 de julio de 1977 se convirtió en lo que es hoy, Casa de Cultura "Manuel Navarro Luna" en homenaje al reconocido poeta y revolucionario matancero y manzanillero. Cuenta con 4 técnicos o instructores en las diferentes especialidades: Danza, Música, Teatro y Artes Plásticas. El resto de la estructura está conformada por: Director, Operador de audio, Oficinista, Coordinador de actividades, Promotor cultural, Tres custodios, Auxiliar de servicio. Se poseen 20 espacios fijos o programas culturales que le dan solidez al Macroproyecto Comunitario Funcionan en los 4 Consejos Populares acciones culturales con adecuado balance insertadas en actividades desarrolladas por esta Casa de Cultura en su programa "Por mi barrio" y "El consejo en la casa". Los promotores naturales brindan una encomiástica labor de apoyo a la cultura. El trabajo de la institución se observa por el buen desempeño obtenido en: Tribuna Abierta, Festival de teatro infantil comunitario, Festival de la FEEM, Festival pioneril, Festival de interpretación de base, Premio Nacional en plástica (Salón Nacional de Instructores). Cuenta con 173 aficionados organizados en diversas unidades artísticas. Se destaca el grupo musical "Tierra Buena" de Mamey 1, el cual incursión en diversos géneros de la música popular bailable, el dúo "Ilusión", además de grupos de Teatro, Danza y Plástica que forman parte de los talleres de creación y apreciación, además de los grupos representativos de cada manifestación. Además de esto en el pueblo se realiza una vez al año la semana de la cultura, durante la cual se realizan fiestas, actividades con el objetivo de dar a conocer y defender la cultura local, en esta semana se realizan presentaciones de grupos musicales, obras de teatro entre otras actividades.
En el pueblo existe una biblioteca pública llamada Octavio de la Concepción y la Pedraja, esta biblioteca pertenece a la red nacional de bibliotecas públicas cuenta con una amplia gama de literatura, que puede ser consultada gratuitamente. En estos momentos la biblioteca necesita una restauración estructural, y ampliar la literatura existente.
A pesar de esto las noches, no son muy movidas, salvo los fines de semana que se hacen algunas fiestas, pero los días de semanas es igual a todos los pueblo de campo.
Existe un Joven Club de Computación y Electrónica donde los pobladores pueden reservar y hacer uso de las computadoras y del Intranet del país solo páginas (.cu), No existe acceso a internet. Joven Club de Computación y Electrónica. Además de esto se imparten cursos dirigidos a toda la población con el objetivo de introducir en el mundo de la computación a los que nunca lo hayan hecho, o aumentar el caudal de conocimientos de los que posean un mínimo de conocimientos y habilidades informáticas, en este centro son muy populares los llamados tiempos de máquina (el usuario reserva y puede hacer uso de una computadora por un tiempo dado) donde acuden las personas que no poseen computadoras en sus casa de ahí que se le conozca a estos centros como la computadora de la familia cubana, entre los niños estos espacios gozan de gran popularidad ya que estos asisten y juegan diferentes videojuegos fundamentalmente educativos y de corte didáctico, desarrollados algunos en el país contribuyendo así a su integral formación y ampliando sus horizontes.

## Salud
Este poblado cuenta con varias instituciones de salud como el Hospital/Policlínico Docente Julio Antonio Mella el cual es el centro rector del poblado en cuanta atención primaria de salud, en este centro se coordinan las actividades de prevención, promoción de salud, tratamiento y rehabilitación de enfermedades encontradas en la comunidad. El funcionamiento se basa según los programas del ministerio de salud pública, y la célula fundamental lo constituyen los médicos especialistas en medicina general integral, que laboran de conjunto con la licenciada en enfermería en los consultorios del médico de familia, distribuidos en toda la geografía, en estos consultorios se llevan a cabo todas las actividades de salud, tales como prevención, promoción, curación y rehabilitación, donde se resuelve el 90 % de los problemas de salud de la comunidad. Al policlínico se interconsulta con los diferentes especialistas: el de ginecología y obstetricia, el especialista de Medicina interna y el Pediatra, además de esto otros especialistas brindan atención como son las especialidades Angiología y cirugía vascular, Imagenología, Gastroenterología, Otorrinolaringología, Cirugía General, Urología, Laboratorio Clínico, Fisiatría y las especialidades que con consulten en este centro, la institución coordina su atención médica en instituciones provinciales. Por otra parte la institución cuenta con servicio de Urgencia las 24 horas donde se tratan las principales afecciones de urgencia, y las que por su complejidad no puedan ser tratadas se remiten a los centros provinciales en Holguín.
Por otra parte en la policlínica existe un servicio estomatológico de excelencia avalado, por sus índices de satisfacción, calidad en la atención así como disminución de la prevalencia de enfermedades bucodentales, en este servicios está equipado con modernos conjuntos dentales, además se cuenta con todo los materiales e instrumentos dentales para llevar a cabo la asistencia estomatológica de excelencia, los recursos Humanos están integrados por Doctores en Estomatología graduados de La Universidad de Ciencias Médicas de Santiago de Cuba y Holguín, algunos de ellos especialistas de primer grado en Rehabilitación Protésica Estomatológica, Ortodoncia, Estomatología General Integral, y otros residentes de Estomatología General Integral, además de esto cuentas con Licenciados en Tecnología de la salud perfil Asistencia Estomatológica, y técnicos en asistencia estomatológica, este servicio brinda atención a la población adulta de Estomatología general Integral ( resuelve la mayoría de los problemas bucodentales incluye endodoncia), Periodoncia y Rehabilitación Protésica, a los niños Ortodoncia, Periodoncia, Estomatología General Integral fundamentalmente. Los problemas bucodentales que no se pueden resolver en la unidad se remiten a los Servicios de Cirugía Máxilo Facial en los hospitales provinciales.
Todos los servicios de salud como en toda Cuba son gratuitos, de libre acceso, y sin discriminación de ningún tipo.

## Educación
Existen centros educacionales de enseñanza Primaria, tales como el seminternado Felipe Neri Guerrero, el cual fue objeto de una reparación capital y se encuentra en óptimas condiciones para la enseñanza de los niños, en este centro estudian niños desde 5 años en el grado de preescolar hasta 11 en el sexto grado. La institución cuenta con medios materiales para la enseñanza como libros de textos actualizados, cuadernos de trabajo, lápices, témperas acuarelas entre otros medios educativos, cuenta además con computadoras de última generación equipadas con software educativos programados en la Isla los cuales ayudan a la formación de los educandos, así mismo cuenta con Televisores y equipos de reproducción de vídeos para la enseñanza. La Secundaria Básica Urbana Fernando de Dios la cual cuenta con todos los medios necesarios para la enseñanza y la educación preuniversitaria, y enseñanza técnico Profesional se realiza en el Centro Mixto Granjita Siboney donde los estudiantes además del rigor del estudio vinculan con la educación en el trabajo donde se aplica la teoría martiana de la necesaria vinculación estudio-trabajo a través de la asignatura Educación Laboral. Existe además una escuela Oficios, y un círculo infantil, todos estos centros brindan la educación como en toda Cuba de forma gratuita y de fácil acceso y cuenta con un claustro de alto nivel científico, siendo el 100 % de este de nivel superior.

## Otros datos de interés
Existen aéreas deportivas como un Campo de Pelota donde se efectúan juegos de la Liga azucarera, existía un campo de Fútbol pero fue destruido
Anualmente se realizan los CARNAVALES Tacajó, donde existe una amplia venta de alimentos, cervezas a granel, música bailable y popular así como desfile de carrozas.
La transportación a la capital provincial Holguín se ve favorecida por los medios de transporte de municipios vecinos como Banes y Antilla fundamentalmente en camiones y algunas guaguas (bus), porque el transporte local, está muy afectado y no es suficiente, en ocasiones este se desaparece. Dentro del poblado se encuentra muy difundido el transporte de tracción animal, tales como Coches (medio de transporte tirado de caballos con una capacidad de hasta 8 personas, no confundir con el significado europeo que quiere decir automóvil) y Lambadas (medio de transporte tirado de caballos con una capacidad de hasta 3 personas).
Las calles y viales del pueblo como tal se encuentran en mal estado, se han realizado esfuerzos para mejorar esta situación pero las calles carecen de asfalto, a diferencia de la carretera a Banes la cual da acceso al poblado la cual fue reparada en 2011 y se encuentra en buen estado.
Las comunicaciones existe un centro telefónico y los números de Tacajó comienzan con 366 para llamar a Tacajó debe marcar + 53 24 366 xxx, no existen muchos teléfonos públicos solo existen 3 de estos, no existen muchos teléfonos residenciales de ETECSA, y celulares de CUBACEL tampoco además en algunas zonas no existe buena cobertura celular, algunos pobladores que laboran en la empresa azucarera se benefician de una planta telefónica del central pero eso solo de uso local. Es necesario señalar que con la telefonía fija alternativa basada en la tecnología celular muchos pobladores de lugares vecinos e intrincados pueden disfrutar de la telefonía cosa imposible de otra forma.
En Tacajó existe un embalse, denominado al igual que el pueblo, pero popularmente se le conoce como Charco Largo, este embalse no cuenta con potabilizadora y bombea directamente al acueducto del pueblo, a partir de 2011 se proyectan realizan inversiones para revertir esta situación y mejorar el estado del acueducto. El agua bombeada por el acueducto no se utiliza para el consumo por las personas el agua de consumo es bombeada por otra red paralela a la anterior, además de ser distribuida por aguadores a domicilio, el bombeo del acueducto es permanente y existen muy pocos problemas con el agua en el pueblo.
La recepción de los Canales de Televisión se realiza por el 7 Cubavisión, por el 9 Tele rebelde, por el 25 Canal Educativo por el 35 Canal Educativo 2 por el 52 Canal Multivisión.

## Historia

### Los primeros pobladores actividades económicas
La familia de los Ibarra es considerada, por la mayoría la primera que se establece en la zona durante la neocolonia; de ascendencia mambisa se sitúa en una arboleda cerrada en el lugar conocido por Tierra Buena, el día 1 de marzo de 1903. Se dedica primeramente a la siembra de café y cacao, productos que no prosperan porque el terreno es poco propicio para esos cultivos, sin embargos es favorable y fértil para las viandas y frutales, esto constituye a que la población de la zona fuera creciendo paulatinamente, se crea un núcleo poblacional estable en lo que luego se llama Tacajó. Así surgen numerosas fincas dedicadas al cultivo de frutos menores, otros terrenos van a ser operados por una compañía francesas, cuyo principal accionista y administrador es Alfredo Dumois, dedicándose al cultivo y exportación de guineos, que se hace posteriormente a través del puerto de Antilla construido para esos fines en 1905, donde existe además una terminal ferroviaria enlazada con Alto Cedro mediante un ramal construido por Mister Willam Van Horne presidente de la The Cuban Central Railways; quien ha estrechado lazos de amistad con los Dumois y le es favorable esta unión para llevar a delante sus negocios; rápidamente se convierte Antilla en un puerto importante para el comercio; donde asisten numerosas personas de la región, incluyendo las de Tacajó.

### Surgimiento del Central
En los primeros años de la ocupación norteamericana en Cuba, varias compañías invierten aceleradamente y se establecen en diferentes regiones del país. En Oriente La United Fruit Company funda en 1901 el Central Boston (Hoy Nicaragua) y en 1906 el Preston (Hoy Guatemala), cuya finalidad es exportar azúcares y mieles, a partir de 1910 se intensifica el proceso de inversiones yanquis. Los Dumois (Alfredo e Hipólito) animados por el auge del comercio de la dulce gramínea y las estrechas relaciones con la United Fruit Company, cuyas propiedades cercanas a Tacajó a dos kilómetros le van a posibilitar emprender una nueva empresa. Así en 1913 en sociedad con José H. Beola comienza el movimiento de tierra para la construcción del central, de este modo la monotonía y la tranquilidad de esta zona se transforma con la llegada de técnicos e ingenieros de procedencia norteamericana y española. Los cuales comienzan los trabajos de montaje, construcción de vías férreas, caminos, grúas y romanas para el futuro transborde y pesaje de la caña. También arriban numerosos metros de maderas para la construcción de viviendas, fondas, panaderías y todo lo necesario para el desarrollo de la industria, a poca distancia del ingenio se comienza a construir también el puesto de la guardia rural y las casa para los jefes y altos funcionarios del central.
En 1916 concluyen los trabajos de construcción y montaje de la fábrica, la cual hizo su primera zafra de prueba en 1917, bajo los auspicios de la Compañía Azucarera Tacajó Sugar Corporation, fundada en 1915, la cual cuenta con una directiva de 7 miembros, ellos son ciudadanos norteamericanos con domicilio en la ciudad de Nueva York.
Al comenzar la primera molida cuenta con 30 kilómetros de vía ancha, 50 kilómetros de vía estrecha, 6 locomotoras, 170 carros jaula de cañas, 12 carros tanques para mieles y su promedio de molida es inferior a 250 000 @. Tiene además 550 @ de cañas de las variedades cristalinas y de cinta.
Los puestos de trabajo de menos calificación son ocupados por españoles, chinos y algunos cubanos que acuden en busca de empleo, mientras lo de mayor nivel y jerarquía lo poseen familiares y amigos de los principales jefes, devengando altos salarios que le permiten vivir holgadamente por encima de los demás trabajadores.
Los empleados cubanos y extranjeros devengan salarios muy bajos que apenas les alcanza para cubrir sus necesidades más apremiantes, viven en pequeñas casa construidas de tablas y guano distantes a dos kilómetros del central, otros tienen que acudir a las cuartearías construidas para albergar a los que no tenían otra opción. Para comenzar su labor en tiempo de zafra deben ir hasta Antilla para hacer la declaración jurada que autoriza a trabajar por un período determinado.
Una vez que comienza la producción azucarera la compañía dueña del central establece los vínculos necesarios con el puerto de Antilla para exportar el producto hacia los Estados Unidos, país que anuncia la decisión de comprar el total de la zafra cubana ya que es una gran ventaja para los altos precios que existen en el Mercado Mundial producto a la destrucción del azúcar de remolacha europea como resultado de la Primera Guerra Mundial, la zafra es 3 054 997 toneladas con un valor de $ 316 100 000.
Así la libra alcanza 5,2 centavos y hay un período de auge en Cuba conocido como la danza de los millones que influye en la zona, la compañía construye un lujoso comedor para los funcionarios y altos jefes, un terreno de golf y numerosas casas de maderas y zinc y pintadas de blanco y forradas con tela metálica para protegerse de los mosquitos y otros insectos.

### Situación del movimiento obrero azucarero
La década del 20 se caracteriza desde sus inicios por un proceso de democracia fraudulenta. El presidente Alfredo Sayas, político hábil y sin escrúpulos acentúa la corrupción manteniendo una política demagógica, apariencia de libertad de pensamiento.
La influencia de la Revolución de octubre en Rusia y las miserables condiciones de vida del pueblo cubano en medio de la gran especulación generada por la Primera Guerra Mundial, provoca un ascenso del Movimiento Popular en medio de esta situación el 20 de mayo de 1925 asume la presidencia de la nación Gerardo Machado, quien ha declarado que no permitiría más de 24 horas de huelga y para cumplir lo dicho emplea todos los medios represivos y criminales a su alcance. Con razón Rubén Martínez Villena, el gran poeta y dirigente comunista lo llamó el Asno con Garras.
Al mismo tiempo que asesinaban a obreros y campesinos, ordenaba eliminar físicamente a sus enemigos políticos, manifestándose al año de haber tomado posesión de la presidencia de la república, como un feroz dictador. Sus pretensiones de permanecer en el poder por la fuerza durante un tiempo mayor a lo que establece la constitución de 1901, le lleva a modificarla en 1929 y prorroga su mandato a seis años.
En 1929 se produce una crisis económica y social del capitalismo, lo que trae como resultado restricciones en la producción de azúcar, reducción de los salarios y aumento del desempleo, para hacer frente a esta situación, Machado recrudece la represión y los asesinatos.
En Tacajó estos problemas los sufre la mayoría del pueblo especialmente los obreros y campesinos en un alto porcientos de analfabetos que no leen periódicos, ni poseen radios, ni otros medios de información.
Una gran parte de los pobladores relacionan estas dificultades a “su mala suerte”, otros a supersticiones que querían resolverlas por medios de espiritistas o brujos, haciendo promesas, rezando o jugando a la lotería.
En este año razones económicas, el central pasa sus propiedades a manos del Royal Bank of Canadá, sus dueños Beola y Dumois, no pueden pagar el dinero que le han prestado y esto trae como consecuencia cambios en algunos puestos de dirección como: J’ de Máquinas queda Mister Mac Kinzic y de Fabricación es nombrado Mister Mille, como Administrador se mantiene el gibareño Manuel López de Quintana. Antes de iniciar la zafra, a finales de 1929 existe gran preocupación en cuanto a la cantidad de obreros que serán empleados en la industria y en las colonias, así como el salario a devengar, pero estas dudas y comentarios también son de los comerciantes que han dado crédito en tiempo muerto y surten sus tiendas con aspiraciones de poder realizar buenas ventas. En los periódicos de la época aparecen grandes titulares, noticias y amenazas que van creando las condiciones psicológicas para lo que iba a ocurrir posteriormente. “Adoptará el gobierno severas medidas para proteger la industria azucarera, se establecerán nuevas medidas para impedir que se altere la realización de la próxima zafra”.
Una vez que comienza la misma, la guardia Rural ordena el arresto de toda persona extraña que circule por el batey y las colonias; además los trabajadores agrícolas no pueden circular por los campos y guardarrayas llevando fósforos o fumando.
La administración del central facilita a los soldados que llegaron procedentes de la Habana para cuidar el orden, motores de líneas y caballos para que diariamente realicen recorridos.
Si ocurre un incendio en un campo de caña, los guardias obligan a los obreros a apagar el fuego, y después detienen a todos los que les resultan sospechosos.
De esta forma la zafra se realiza en medio del terror de la Rural y los cuerpos de Guarda Jurado que organiza la empresa. El plan de machete, los culatazos con los rifles, detenciones y los despidos son actividades diarias en el ingenio. Los días de pago (sábados) se sitúan parejas de uniformados en las oficinas para evitar protestas a la hora de recibir el dinero, por otra parte llegan al Batey desde horas tempranas comerciantes ambulantes que venden perfumes, cuchillas de afeitar, polvos, jabones, fosforeras, prendas de mujer, etc.
Se realizan peleas de gallo en las comunidades y en las colonias, donde también se organizan bailes y verbenas que para muchos constituyen una forma fácil de ganar el dinero. En los barracones los haitianos como única opción organizan actividades religiosas, ingieren alcohol mezclado con agua y azúcar. Cantan acompañados de latas y cajones de madera y bailan sus ritos característicos.
Las zafras posteriores a 1929 fueron mucho más difíciles; la de 1930 inicia con la puesta en vigor de la Ley Hamley-Smoot del 17 de junio de este último año, la cual va a incrementar en dos centavos la tarifa de importación a los azucareros cubanos en puertos norteamericanos.
Al comenzar la molida, se sitúa en tablillas a la entrada del central los nombres y apellidos, cargos, salarios y turnos de cada obrero que entraría a la industria. En la misma no aparecen varios trabajadores y sin una comunicación firmada por la administración que informa: Debido a la baja que ha sufrido el azúcar en el mercado mundial, la compañía se ve en la necesidad de rebajar los salarios en un 20 % y reducir un cierto número de plazas en el central y otras dependencias que no son estrictamente necesarias, que con un pequeño esfuerzo pueden ser compartidas por los trabajadores que ocupen otras similares. Que aquellas medidas eran de carácter provisional, ya que tan pronto los precios del azúcar lo permitan, se establecerán los salarios y se cubrirán nuevamente las plazas que se dejen bacantes.
Los desplazados se ven obligados a ir a las colonias a gestionar una mocha para cortar caña, o se marchan a otra parte en busca de trabajo. La zafra de ese año solo dura 78 días, se producen 21 315 TM. de azúcar, concluye la misma a mediados de abril, la mayoría de los obreros no pueden adquirir ropas ni zapatos para reponer lo que han gastado y muchos no pueden saldar las cuentas que han contraído el año anterior, esto significa que en el tiempo muerto que se inicia no cuentan con ningún crédito.
Al concluir la molida se inician los trabajos de limpieza, desarme del ingenio; por lo que laboran unos pocos empleados en oficinas, los guardias jurados y mayorales. Una buena parte del azúcar que se fabrica que da almacenada, no se tienen noticias de nuevos embarques. El central y el batey vuelven a su tranquilidad característica con el solo movimiento reducido a las bodegas y tiendas de algunos artículos personales.
En las colonias hay una paralización total, ya que hasta junio o julio, luego de las lluvias de primavera, no hay nada que hacer en la agricultura. Un testimonio de la época dice: Por esta forma mi padre consigue que el mayoral le permita arar algunas guardarrayas cercanas a la casa y sembrar boniatos y frijoles para alimentarlos. En aquellos meses sin trabajo nos dedicábamos a sembrar nuestro conuco y cuidar los animales que teníamos, lo que unido a pequeños créditos en la bodega y la carnicería nos permitía ir sosteniéndonos malamente.
Después del período de lluvias de primavera, el trabajo se reduce bastante en la agricultura, ya que solo se da una limpia a la caña.
La necesidad y la miseria alcanzan su punto más alto; cuando varias personas de la zona entonan décimas como la siguiente:
Señor General Machado
muy ilustre compatriota
hoy le remito esta nota
de mi tristísimo estado
Con el bolsillo arrancado,
he buscado sin cesar
sitio donde trabajar
aunque sea por la comida
para sostener la vida
y no la he podido hallar”.
En medio de esta situación el quince de septiembre de 1931 el central pasa a ser propiedad de la compañía azucarera Antilla Sugar Estates. Esta nueva empresa es una sociedad anónima cubana en la ciudad de la habana, no obstante continúa de administrador el señor Manuel López de Quintana.
El cambio de la dirección de la compañía no reporta ningún beneficio para las clases más pobres, ya que introduce medidas como: la contrata del paso de azúcar que consiste en ajustarle a los carretilleros y estibadores la manipulación de una cantidad de sacos de 325 libras por jornada. Si el ingenio se para por rotura y no hay azúcar para estibar o embarcar no ganan nada ese día. Establece que las paradas para limpiezas se avisarían el día anterior y solo entraría a trabajar el turno y personal que se señalara. Se produce una parada larga por rotura se procede de igual forma. Además de estas medidas los jefes son más exigentes con los obreros, llamándoles la atención constantemente por cualquier insignificancia e incluso desplazan de su labor al trabajador que converse o no preste interés en el trabajo.

### Principales acontecimientos ocurridos a partir de los años 30. Fundación del Partido Comunista.
En el mes de octubre de 1931 ocurre en Tacajó un acontecimiento que conmueve a muchos trabajadores y que produce en un futuro próximo, trascendentales cambios en aquella situación, nos referimos a la organización del Partido Comunista, cuya primera célula queda integrada por los siguientes trabajadores:
Antonio Expósito (de origen español) Secretario General.
Rodolfo Díaz Secretario de organización.
Moisés Copo (de origen español) tesorero.
Generoso de la Peña Fernández (vocal)
Antonio Giró (vocal)
Antonio Gid (vocal)
Evelio Miranda (vocal)
Onadio Borrego (vocal)
Silvestre de la Peña Guillen. (vocal)
Los mismos son asesorados por un compañero de Antilla, de oficio Sastre, que visita constantemente la zona, Zayas que era su apellido indica a Regino rojas, pesador de la Romana del central, que para iniciar debe elaborar un manifiesto que denuncie los abusos y atropellos que se vienen cometiendo por los dueños del central y llame a los trabajadores a organizarse para iniciar la lucha. Así el documento impreso en mimeógrafo es leído por Ursinio Rojas Santiesteban y otros compañeros que deciden ingresar a esta prodigiosa organización.
En los días posteriores a la constitución del Partido, se distribuyeron proclamas, propagandas y manifiestos.
Una de las proclamas indica a los trabajadores que se organicen en sindicatos para continuar la lucha y evitar los desmanes. Algunos extranjeros, fundamentalmente españoles, pues desde hacía meses han comenzado a recibir el periódico Tierra, que los envían algunos dirigentes de la capital, plegados de ideas contrarias a la lucha de clases. Desde Holguín los comunistas envían una comunicación a la célula constituida para que se circule en la industria y en las zonas agrícolas, donde se reclama:
Salarios de un peso en el central y 0.80 centavos en el campo.
Jornada de 8 horas en todos los centros de trabajo.
Reposición de los trabajadores desplazados.
Libertad de todos los presos políticos y dirigentes obreros detenidos.
Respeto a los derechos democráticos, el derecho a las huelgas y la organización sindical.
Cese del terror y persecuciones contra los trabajadores, campesinos y estudiantes.

### La huelga del 12 de agosto de 1933
El día 12 de agosto el pueblo de Tacajó conoce la noticia con muchos detalles sobre el abandono del país del dictador Gerardo Machado. En horas de la noche se celebra una reunión convocada por el Partido y el Sindicato en un pequeño local que pertenece a este último. En esta reunión se acuerda la declaración de estado de huelga general y se constituye el comité de la misma, integrado por:
Antonio Cid.
José Valentín
Rodolfo Díaz
Manuel Berdut
En aquel momento no hay nadie trabajando, se decide declarar a todos los trabajadores en huelga, hasta que la compañía acepte las demandas planteadas, además los obreros asisten por la noche al local donde está el Comité de Huelga para informar lo relacionado con el paro y los acuerdos con la compañía.
Las demandas fueron presentadas al día siguiente por la noche el administrador Manuel López de Quintana, el cual las hace llagar al señor Jorge A. Hernández, responsable general de los dos ingenios de la Antilla Sugar Estates (Tacajó y Báguano) que radica en este último.
La noche siguiente algunos plantearon que debían estar alertas y no permitir que el señor Quintana comenzara a darle largas al asunto alegando que el no estaba autorizado para aprobar las demandas, eso dio lugar a que se acordara que el siguiente día, 15 de agosto, se tomara la locomotora y suficientes carros para ir hasta Báguano y exigirle al señor Hernández que aprobara el pliego de demandas que le habían sido entregadas.
Muy temprano el batey del central Báguano en medio de una colosal gritería de los manifestantes, un cabo del ejército y algunos soldados, tratan de impedir que estos se apearan apuntándoles con sus armas y amenazándolos, pero los casi 4000 obreros lo arrollan y parten directo a la oficina del central gritando: “Viva la huelga”; “Tenemos hambre”, “Muera el señor Quintana y el señor Hernández”, etc.
La comisión que discutía con el administrador informa a los presentes que éste había pedido un plazo de una semana para trasladarse a la Habana en compañía del señor Quintana para informarle a la dirección de la compañía las peticiones que le hacen y que ellos no estaban autorizados a discutir y menos a aceptar esas condiciones.
La protesta ante aquella respuesta fue enérgica.
Algunos proponed impedir la salida hacia la capital de los administradores, otros quemar el ingenio y los almacenes de azúcar.
En aquella situación el comité de huelga propone regresar a Tacajó y discutir en el local del sindicato las medidas a adoptar. Luego de celebrar una asamblea, la que termina con los ánimos bastante caldeados, se cita a los militantes del Partido y dirigentes del sindicato a una reunión que dura toda la noche, donde se plantea que el otro día por la mañana se montaría una cocina económica, de pocos gastos, para darle comida a los compañeros armados que cuidan el local del sindicato y custodian al administrador, también debe controlarse la carnicería, para que se repartan equitativamente entre los pobladores. Además se nombra una comisión para que visite las bodegas para que entreguen los productos al sindicato para ser distribuidos, hacer además un inventario de las mercancías y el valor de cada una.
Otras comisiones visitan a los campesinos de la zona para que cooperen con viandas, leche, maíz, ect, con el objetivo de ayudar a los trabajadores en la huelga.
El día 17 todo funciona bien, pero fue necesario sacrificar varias reses de los potreros de la compañía y tomar una cantidad de sacos de azúcar de los almacenes debido al aumento del número de solicitudes. También se organiza la fuerza armada para custodiar a los altos funcionarios y empleados; patrullar las instalaciones del central; los campos de caña; para evitar algunas fechorías y desórdenes que han comenzado a producirse cosa que era necesario evitar.
Pasados los días del plazo fijado para que la compañía consultara con sus jefes en la Habana, el comité de huelga organiza otra visita al central Báguano en un tren ocupado por trabajadores. Al llegar la comitiva se entera de que Hernández el administrador general, que se mantiene vigilado en su casa, al sentir los pitazos del tren amenaza a
los custodios con un revólver y logra internarse en los campos de caña.
Comienza la búsqueda para su captura. Transcurridos unos minutos un obrero llamado Wenseslao de la Peña Guillen c/p el viudo acompañado del haitiano José Luis Fernández, logran atrapar ridículamente acuclillado en un plantón de caña a Hernández y lo conducen hasta la oficina donde estaba Quintan.
De esa reunión no salía ninguna solución a la huelga, por lo que se dedica a conducir a ambos hasta Tacajó para evitar un nuevo intento de fuga.

### La masacre en el teatro de Tacajó
Finaliza febrero, el ambiente es de amenaza y agresión. Se decide convocar a una reunión, la cual se efectúa en la hortaliza de San Jerónimo, Propiedad de los Expósitos (Antonio y José) donde se acuerda, no ceder a las presiones de los uniformados al mando de los cabos Puente y Almenares.
En dicha reunión se decida la fecha para celebrar una asamblea en el teatro del poblado, la que se va a efectuar el 28 de febrero de 1934 en horas del mediodía.
Días antes se ha comenzado a sembrar el terror en algunas colonias a través de la detención de varios compañeros y movilizaciones de los empleados y guardias jurados hacia los distintos barrios que domina la compañía.
Así las cosas, llega el día y en el momento de la asamblea, del barrio de San Jerónimo avanza con dirigentes al frente alrededor de 300 obreros, quienes al llegar al teatro provistos de machetes y estacas, son desarmados a la entrada por los soldados que rodean el mismo que su vez portan fusiles con cananas dobles. Cuando el teatro se llena, para comenzar lo que está previsto, un guardia jurado llamado Francisco Vergel, sentado en lo0s palcos del alto, reconoce a José Valentín, dirigente del comité de huelga y se lo comunica al cabo Puente, quien acto seguido se encamina hasta donde se encuentra Valentín, y en forma descompuesta trata de conducirlo hasta el cuartel. Valentín se niega, el Comité de auto-defensa estaba alerta a los movimientos del cabo, entonces Antonio Nuñez integrante del mismo exclama:
Cabo, si este compañero fuera delincuente, nosotros mismo lo ayudábamos a conducirlo al cuartel, pero él lo único que hace es ayudarlo en esta lucha.
Acto seguido, el oficial con el fusil en la mano derecha, usó la izquierda y dio un empujón al compañero Nuñez, quien indignado y como un resorte extrae el revólver que llevaba oculto, pero no pudo disparar, el cabo lo hizo primero. Sobre esa tragedia, el dirigente obrero y Comunista Ursinio Rojas Santiesteban, comenta:
Una pareja que esta apostada en la puerta del teatro echó rodilla en tierra y comenzó a disparar sobre los que intentaban salir por la misma, a un trabajador de apellido Fonseca una bala le cercenó un brazo a nivel del hombro que cae sobre el piso del teatro, a otros dos llamados Eliseo Borges y Manuel Saúco, los proyectiles le atraviesan el vientre. Al joven Luis M. Rodríguez del Seccional Liga Juvenil Comunista, una bala le atraviesa la ingle y numerosos obreros fueron heridos menos graves.
En el acto se encuentra Casar Escalante, dirigente Nacional de la Liga Juvenil Comunista, quien se haya de recorrido por la costa Norte de Oriente.
El muerto Antonio Nuñez y los heridos graves son conducido al pequeño hospital de la localidad, donde un gran número de trabajadores se concentran.
Después la multitud de obreros enardecidos recorren las calles principales del batey donde protestan y demandan la entrega del asesino. Al día siguiente una gran multitud conduce el cadáver de Nuñez al cementerio y el féretro cubierto con la bandera roja del proletariado y entonando las notas del himno “La Internacional”.

### La Huelga Revolucionaria del 2 de abril de 1958
El 12 de marzo de 1958, la comandancia del Ejército Rebelde de la Dirección Nacional del M-26-7 publicaron un manifiesto conocido como el de los 21 puntos, en el que se declaraba la guerra total al régimen batistiano a partir del 1.º de abril. El documento firmado por el Comandante en Jefe Fidel Castro Ruz y Faustino Pérez, este último como Delegado de Dirección Nacional, brindaría los elementos políticos fundamentales y trazaría la línea de acción. Como tarea fundamental se proclama la organización de la Huelga Nacional Revolucionaria, apoyada por acciones armadas que debían dar el golpe decisivo a la dictadura.
En Tacajó, la dirección del movimiento, conjuntamente con la del Partido Socialista Popular, decidió comenzar la huelga el 2 de abril. Con anterioridad Ursinio Rojas viaja a la Sierra Maestra como Delegado de la Dirección Nacional del P.S.P. y se entrevista con Fidel en aras de la organización de la huelga general y Pedro A. Barnuevo, acompañado de los compañeros Manuel A. Montoya o Robert, Juan Perdomo y Otros, se traslada al recién creado II Frente Oriental “Frank País”, para participar en la plenaria Nacional que se efectuaría en Soledad, donde entre otros asuntos, se tratarían aspectos relacionados con la huelga. En esa ocasión los compañeros tienen la oportunidad de conocer a Doña Lina Ruz, madre de Ramón, Fidel y Raúl Castro Ruz, con quien dejan establecidos contactos conspirativos.
La dirección del movimiento, conjuntamente con el Partido Socialista Popular realizó los preparativos para provocar el paro en el central y sus colonias, así como llevar a la huelga a todos los demás sectores del poblado de Tacajó y barrios aledaños a esta localidad, incluyendo a Bijarú y Alcalá. El plan en su conjunto contemplaba el abandono por parte de los trabajadores de sus puestos de trabajo y refugiarse en terrenos montañosos de los alrededores (Salazar, Vallejo, Santa Rita y Santa Rosa) y realizar un alzamiento armado en la Sierra de los Novillos, así como provocar una serie de acciones de sabotajes y de hostigamiento armado con la cooperación de los pequeños grupos de combatientes que ya se encontraban operando en la zona (Alcalá y en la propia Sierra de los Novillos
La máquina de vapor que hacía los movimientos de caña en el batey, con su silbato emitió la señal establecida a la 1:30 AM, para comenzar la huelga. Cuando se escuchó su silbato constante, la señal fue seguida por el celular de las sirenas y claxon de los diferentes carros de transporte.
El paro fue respaldado por la inmensa mayoría de los trabajadores de esta localidad, que acumulaba ya una rica experiencia en este tipo de lucha. Los obrero que terminaban su turno abandonaban el central y a los que le correspondía entrar no se presentaban. Tal como estaba previsto se refugiaron en los lugares planificados.
La guardia rural desconcertada y al no poder dominar la situación se pone en contacto con la guarnición de Banes y comunica lo que estaba sucediendo y desde esa plaza viaja por tren bajo un destacamento de soldados al mando del Teniente Domínguez con la misión de romper la huelga, restablecer el orden y castigar a los responsables. El colaborador José Díaz Diez informó la coordinación de la huelga desde el teléfono situado en Naranjo # 5, donde tenía la misión de realizar la guardia, la eminente llegada a Tacajó del destacamento enemigo. El compañero Eliseo Díaz Cano que se encontraba refugiado en el cementerio local en compañía de varios compañeros más cuando tiene conocimiento del itinerario de desplazamiento del destacamento, comisiona a la colaboradora Juana M Aguilera para que constatara con el coordinador del M-26-7 doctor José A. Achúcaro Alonso y de su parte la solicita el envío urgente de cargas de dinamita para volar el puente del ferrocarril de Entronque Rey, lugar por donde pasaría el tren con los soldados que venían a romper la huelga, pero la limitación del tiempo no permitió ejecutar esta acción.
La guardia rural conjuntamente con los cuerpos represivos comenzó una hora de terror en la población, valiéndose de persecuciones, de tensiones, interrogatorios y hasta torturas para conocer las personas implicadas, pero la actitud valiente de los revolucionarios, no dejó de escapar ni una sola palabra comprometedora. No hubo delación. Muchos trabajadores se vieron obligados a dejar el pueblo y otros no tuvieron otra alternativa que alzarse.
La huelga contó con respaldo. Los núcleos clandestinos tuvieron la colaboración del pueblo y se les brindó todo tipo de cooperación. El paro también fue respaldado por los demás sectores.
Para organizar la huelga en el sector del comercio; el de más peso en la localidad por tratarse de la alimentación de la población; fueron designados: Carlos Rojas Sánchez y José R. Aguilera de la Peña por la célula del M-26-7 y Conrado Ávila González y Gregorio Remedio SOA por el P.S.P. y se realizó con todo éxito. El comercio, las carnicerías, las farmacias, las barberías, etc. Amanecieron cerradas el día 2 de Abril por la mañana.
La mayoría de los huelguistas se internaron en las Lomas de Salazar, Vallejo, Santa Rita y Santa Rosa, permaneciendo protegidos por las arboledas. Otros con más suerte lo hicieron en casitas habilitadas por los campesinos para guardar sus cosechas o en las propias viviendas de estos. De ellos algunos se alojaron en la casa del entonces combatiente clandestino, posteriormente incorporado como combatiente del Ejército Rebelde Rafael Guerrero Cáceres, en la casa de Nicomedes Díaz en Vallejo, También en la de Gerardo Acedo y de los colaboradores María González, Rafael Guerrero Almaguer y de Juana M. Aguilera, en estos lugares se le elaboraron los alimentos y se le trasladaron los avituallamientos necesarios.
La organización clandestina apoyó la huelga con acciones de propaganda escritas en las paredes, bancos de los parques, carreteras, etc., se situaron banderas del M-26-7 en lugares de gran influencia de público, se produjeron apagones, se regaron puntillas y grampas para dificultar el tránsito de vehículos. Serapio Prieto García, carretero, saboteó una grúa de caña y el pequeño grupo del Ejército Rebelde llegado del compañero de Alcalá se apostó en el platanal de Francisco Rojas y desde allí salían para efectuar las acciones de hostigamiento a los soldados de la guardia rural; los cuales tuvieron que refugiarse en el cuartel. Al frente de la tropa Rebelde René Ávila Ochoa con la colaboración de Rogelio Pérez y Esequiel Borges Ávila, ejecutaron un sabotaje a la línea férrea de Madama. La acción consistió en correr los carros depositados allí hasta la carretera para atravesarlos y de esta forma interrumpir la vía.
Como tenía que suceder, la huelga fracasó, ya que al convertirse en un movimiento local (por ser único central en huelga ese día) cayó todo el aparato represivo de la costa norte de oriente sobre nosotros, teniendo forzosamente que regresar los huelguistas a los tres días de iniciada la misma.
El devenir histórico demostró, en nuestro criterio, que las causas de aquel revés transitorio se fundamenta en que en aquellos momentos no existían las condiciones objetivas y subjetivas para dar una batalla final de masas contra el régimen, pues se mantenían incólumes sus fuentes de poder, en especial sus instituciones armadas, por otra parte aunque los preparativos del paro nacional era conocido por la población y el propio régimen, el secreto que radió el momento del llamado a la huelga, bajo un prisma de acción militar y no de movimiento político popular, afectó los planes e introdujo incertidumbre y vacilaciones, acrecentadas por maniobras divisionistas de la tiranía para tratar de agotar el paro general, es por ello que la huelga se convoca para el día 2 de Abril en Tacajó, Bijarú y Alcalá. Además en su composición táctica, pero con un alto componente político, se cometió el error de considerar que acciones de milicias, pero además mal armadas, podrían hacer denotar un movimiento de masas. Es por ello, que el régimen pudo despachar desde su guarnición de Banes un fuerte contingente de tropas y lograr sofocar la huelga a pesar de la heroica resistencia de los obreros, campesinos y pobladores tacajoenses.

## Mitos
Avistamientos de ovnis según la leyenda popular algunos pobladores refieren haber hecho avistamientos de ovnis, en escuelas internas cerca del poblado y en el mismo poblado, relatando la visión de luces y naves pero realmente no está documentado y existen mínimas referencias al respecto, no habiéndose comprobado nada al respecto, quedando así en el imaginario popular.

## Ubicación
El poblado se encuentra ubicado al Este del Río Tacajó, fuente fluvial que corre por el Consejo Popular de San Jerónimo y que abastece de agua a la población y cultivos del poblado de Tacajó. Se localiza a los 20º, 51 minutos de latitud norte y a los 75º, 56 minutos de longitud oeste. Limita al este con el Consejo Popular de Bijarú, al oeste con el Consejo Popular de San Jerónimo, al norte con Santa Rita y al sur con el Consejo Popular de Unión 6. Se encuentra en línea recta a 32,7 km². de la ciudad de Holguín.
Historia
Surgimiento
El caserío de Tacajó surge entre los años 1775 y 1780, al norte del actual asentamiento poblacional.Los ajustes en la jurisdicción de Holguín realizados en el año 1810, serán la base para una nueva estructura en 1816, ajustada en trece Partidos, elevados a diecisiete al año siguiente, quedando definitivamente: Tacámara, Tacajó, Banes, Bariay, Sao Arriba, Fray Benito, Auras, San Andrés, San Cristóbal, Majibacoa, Cacocum, Yareyal, Güirabo, Pedernales, Yayal, Deshesa y Guirajal; Partidos mantenidos hasta alrededor de 1820.
En la carta Geotopográfica de Esteban Pichardo del año1860, aparece Tacajó como asiento del hato, con ese nombre surgen además el río y las lomas próximas a dicho lugar.
El Hato de Tacajó, cuyas tierras eran conocidas desde el siglo XVIII por sus famosas vegas de tabaco desde sus inicios perteneció a la capitanía Pedanía de Tacámara y más tarde constituye su propia capitanía de Partido. Así comienza hacia 1850 un lento proceso del desarrollo agropecuario y en particular de la incipiente industria azucarera. Se convierte en un próspero pueblo a finales del siglo XIX.
Desde los primeros años de la década del siglo XX, existían viviendas dispersas en los barrios de Mamey y Kingston, se construyen las primeras instalaciones sociales: iglesia, escuela, y farmacia.
La base económica de la época, se fundamenta en la agricultura no cañera: café, cacao y plátano. Además se inicia el trabajo de la ganadería. Las plantaciones en su mayoría eran propiedad de la familia de origen francés, Dumois; sus intereses eran representados por Don Benito Origanero, quien también era propietario de una gran parte de los terrenos.
El Consejo Popular de Tacajó surge a partir de la última división político - administrativa, en octubre de 1976.Su territorio tiene una extensión de 34,48 km², y su población asciende a 11273 habitantes.
Escenario de acontecimientos trascendentales
Desde las guerras de independencias es escenario de acontecimientos trascendentales, que empiezan a fomentar un espíritu de rebelión y de luchas en los habitantes, luego se intensificaría con la introducción del sistema capitalista que representó la construcción del central azucarero Tacajó, en la década del treinta, los habitantes de este pueblo escenifican una de las más arduas rebeliones contra la dictadura de Machado.
Se constituyen los soviet que terminarían con la masacre que tuvo lugar en el teatro de esta localidad, donde muere el destacado luchador Antonio Nuñez, sin embargo la clase obrera continuaría en pie de lucha enfrentando a los Esbirros de las tiranía en turno.
En la lucha revolucionaria que inicia con el asalto al Cuartel Moncada el 26 de julio de 1956; se dan acontecimientos muy importantes en apoyo al Movimiento 26 de julio.
Tacajó tiene el gran honor de haber recibido la visita del comandante en jefe Fidel Castro en dos ocasiones en el año 1970 y el 28 de mayo de 1996 ocasión en la que pronuncia un discurso donde expresó:
..."No se puede hablar de zafra en la provincia de Holguín sin recordar mucho al "Fernando de Dios". No es un coloso, un gigante en la producción material de caña y de azúcar; pero es un coloso en lo moral, es un coloso como ejemplo de lo que es capaz de hacer un colectivo de hombres y mujeres con sentido de la disciplina, de la responsabilidad y con un fuerte sentimiento patriótico"...[1]
Luchas de Liberación
En Tacajó a partir de las luchas de independencia se produjeron acciones de gran trascendencia. Desde la época de los mambises en esta localidad y sus alrededores fueron escenarios de entrevistas de gran relevancia como la efectuada entre Carlos Manuel de Céspedes y Francisco Vicente Aguilera para analizar las indisciplinas de Donato Mármol.
Esta zona de operación mambisa tuvo el privilegio de tener la presencia de Antonio Maceo en varias ocasiones, es en un poblado cerca de Tacajó donde Maceo se reúne con los hermanos Cala y el coronel Figueredo Socarrás para planificar la histórica Protesta de Baraguá, además del Titán de Bronce, operó en este territorio El León de Oriente (Limbano Sánchez), Luis de Feria Garayalde y Miró Argenter.
Luchas revolucionarias década del 30
En esta década Tacajó vive acontecimientos históricos de gran importancia, la construcción del central introduce en la región el sistema capitalista de producción, la clase obrera que hasta el momento no conocía este sistema es cruelmente explotada trayendo consigo una gran rebelión contra la dictadura. A finales de 1925 surge el primer Gremio de obreros convocados por los ferroviarios de Banes, entre las actividades desarrolladas se destacan el envío de telegramas a La Habana solicitando la libertad de Julio Antonio Mella que se encontraba en Huelga de hambre.
En 1931 se crea el Partido Comunista como representante de la clase obrera a partir de este momento una serie de hechos revolucionarios empiezan a fraguarse. El 1 de mayo de 1933 amanece en lo más alto de la chimenea del central una bandera roja, en dos oportunidades los guardias trataron de intervenir y los obreros se lo impidieron, la formación de los soviet de Tacajó que culminan el 28 de febrero de 1934 con la masacre a los obreros reunidos en el teatro, la creación de la Liga Juvenil Comunista por el destacado luchador Ursinio Rojas Santiesteban son entre otros los hechos más relevantes. Estos acontecimientos hacen posible que en aquella época la localidad sea llamada con el nombre de Moscú chiquito.
Movimiento 26 de Julio
En Tacajó, poblado de arraigadas tradiciones combativas al igual que en otros territorios de nuestro país, se fundó el M-26-7. Se conformaron diversos núcleos clandestinos subordinados a la dirección del movimiento donde su coordinador era el doctor de la localidad José Antonio Achúcaro Alonso, se estructuraron 6 células.
Aquí el M-26-7 estableció conexiones con la dirección Provincial, con el movimiento de Banes, además con la jefatura del Segundo Frente Oriental "Frank País" y es el principal colaborador de la guerrilla de Alcalá que luego se le incorpora la columna 16 y parten hacia el territorio de Yaguajay.
En los alrededores del poblado operaron varias guerrillas, en Santa Rita dirigida Tito Guerrero y en Alcalá dirigida por René Ávila, más tarde pasaron a integrar parte de la columna 16 dirigida por el capitán Nicaragua.
Principales hechos emprendidos por el movimiento 26 de julio
La dirección nacional del movimiento convoca para el 9 de abril de 1958 una huelga general en todo el país, por error en Tacajó se realiza el 2 de abril, lo que hace que todos los guardias de Banes cayeran sobre el poblado cometiendo grandes atrocidades como: la quema de los almacenes de azúcar que trajo como resultado la afectación de 43 602 sacos de azúcar, la quema de un camión que trasladaba la leche desde Santa Rita hasta Banes, el levantamiento de una cerca para obstaculizar el tránsito de una caravana de vehículos militares impidiendo la comunicación de la guarnición de Banes con la de Tacajó, el corte de los cables de las líneas telefónicas, riego de puntillas y grampas en la carretera y principales calles de Tacajó para impedir el tránsito de vehículos, la distribución y riego de propagandas, la venta de bonos del M-26-7 y la quema del cuartel de la Guardia Rural de Tacajó.
Este actuar revolucionario hace que Tacajó desde inicios de octubre de 1958 se declarara territorio libre, proporcionando mayor cobertura en el proceder del movimiento 26 de julio en apoyo al proceso revolucionario.
En el central Tacajó y sus colonias se celebra el día 4 de diciembre de 1958 a las 4 PM. La primera Asamblea de constitución del Sindicato azucarero en Territorio Libre de Cuba bajo la presidencia de Rafael Gonzáles Meriño.
Características geográficas
Relieve
El Consejo Popular de Tacajó posee un relieve ondulado y su mayor área se encuentra enclavado en un valle perteneciente a la llanura de Nipe-Sabanillacon un predominio de rocas calizas.
Se destacan algunas alturas que se ubican en las alturas de Banes-Cacocúm. Dentro de éstas sobresalen la loma de la Vigía, Anacahuita, Planta de Asfalto y La Chivera, punto culminante de la localidad con 140 m de altura.

## Clima
El clima de la localidad es tropical húmedo, con dos estaciones fundamentales en el año: una sequía y otra de lluvias, aproximadamente de igual duración y escasas diferencias en las temperaturas. Por ello es bastante moderado.Llegan masas de aire frío procedentes de Norteamérica y esto rebaja un poco la temperatura media de algunos meses, lo que trae un mínimo período “invernal “. La acción de los vientos Alisios y las brisas de mar contribuyen, por otra parte a mitigarnos el calor en gran parte del año.
Las lluvias constituyen un elemento esencial del clima de la localidad, el mayor aporte lo proporcionan organismos meteorológicos como turbonadas del este, frentes fríos, huracanes, bajas tropicales y vaguadas, superado algunas veces por las lluvias que aportan los huracanes.
El aire es húmedo tiene un alto contenido de vapor de agua durante la mayor parte del tiempo. La humedad relativa media en su máxima es de 95 % y su media histórica alcanza el 81 %. Mientras que la mínima relativa se ubica entre 52-53 % y la media histórica es del 85 %.

## Hidrografía
La principal fuente de abastecimiento de agua al Consejo Popular es el río Tacajó. Nace en la loma de Guayabal en Alcalá hasta el embalse de la Bahía de Nipe, teniendo como afluentes los ríos Tomate, Vallejo, Báguano y Bijarú, además existen pequeños arroyuelos que nutren su cuenca. En este río se construyó la presa “Octavio de la Concepción y de la Pedraja”, con un volumen de embalse de 12 millones de metros cúbicos de agua, aunque tiene la posibilidad de aumentar su volumen al recibir a través del río Alcalá, aguas del trasvase en la zona del mismo nombre del río.

## Vegetación
Dentro de los tipos fundamentales de formaciones vegetales, se destaca la de Bosque Semideciduo sobre suelo calizo en las elevaciones del norte de la localidad, se encuentran abundantes el cedro y la caoba así como sabanas cubiertas por hierbas y matorrales. En el propio valle crecen estos árboles además de la majagua, etc. Se destaca la presencia de la Palma Real en nuestra entorno geográfico.

## Fauna
La fauna es abundante como ave endémica vive el Tocororo en la loma La Chivera. Además se encuentran: palomas torcazas, tojosas, el catey, el zunzún (ave más pequeña del mundo); el sinsonte, el ruiseñor, el azulejo y tomeguines. Dentro de los reptiles se destacan: la jicotea, la iguana, las lagartijas, las salamancas, la culebrita, el majá y el jubo. Endémico se conserva el majá de Santa Maria. Como mamíferos autóctonos aparecen las jutías también se observan gran cantidad de murciélagos. Las abejas producen miel y cera, además de contribuir a la polinización de las plantas.
Desarrollo económico
La obra revolucionaria encabezada por Fidel ha hecho posible transformaciones económicas en el área geográfica favoreciendo con ello el bienestar de la población.
La principal fuente económica de la localidad es el central azucarero Fernando de Dios Buñuel construido en 1916, este tiene una gran trayectoria como líder en la producción de azúcar.
Después del triunfo de la revolución se ha creado un sistema de cooperativas de producción agropecuaria y ganadera que forman parte del desarrollo económico de la localidad.
Desarrollo social

## Salud
El sistema de salud en la localidad antes del triunfo de la Revolución era escaso. En el batey existía un hospital conocido como Hospital Industrial, el cual fue construido en 1920 por la Empresa Dumois; en él trabajaban 7 empleados y 2 médicos. Elevar la calidad de vida y con ello la atención médica constituye una de las tareas fundamentales en los objetivos, propósitos y directrices del triunfo revolucionario por ello en el año 1962, el Ministerio de Salud Pública, se encargó de este hospital cumpliera la verdadera función social.
El 30 de diciembre de 2006 se inauguró la policlínica-hospital docente universitaria "Julio Antonio Mella", en la cual se prestan diferentes servicios como: ultrasonidos, salas de fisioterapias, oftalmología, cirugía menor, atención a los atáxicos, se inauguró una sala para su hospitalización y otros. Resulta importante destacar los servicios de urgencias a toda la población durante las 24 horas del día con el principio de que el paciente es el centro del problema irrefutable para cualquier atención que se brinda. La mejora de los enfermos en fase avanzadas de urgencia médica, se identifica en la sala de apoyo vital avanzado, es un elemento cualitativo esencial del sistema de salud.
Existen 5 consultorios del médico de la Familia y un Hogar Materno para la atención a embarazadas. La atención al Programa Materno Infantil PAMI en la localidad figura entre uno de los aspectos significativos en el área de salud de Tacajó, la atención a la mujer embarazada es priorizada, el trabajo preventivo con las pacientes con riesgo preconcepcional se intensifica, con el propósito de continuar disminuyendo el índice de Bajo Peso al Nacer BPN y CIUR, se diseñó una estrategia encaminada a mejorar el estado nutricional de las embarazadas basadas en el nuevo enfoque de hogares maternos diurnos y el apoyo de la comunidad.
Los índices de mortalidad infantil han ido en descenso demostrándose con ello la eficacia del sistema de salud de nuestra localidad y del grupo del PAMI encabezado por el Dr. MSc Gabriel Hernández Castellanos, Obstetra del área.
La mortalidad infantil se comportó en los últimos años como sigue:
Años 	Fallecidos 	 %
1999
2000
2001
2002
2003
2004
2005
2006
2007
2008
2009
2
0
1
2
2
0
0
2
1
1
0
6,8
0
3,8
6,4
7,3
0
0
8,6
3,7
3,7
0

## Educación
El 10 de septiembre de 1910, inicia la maestra Isabel Ochoa en el aula No.1 de la escuela No.10 de Tierra Buena Central Tacajó.
Una serie de maestros se van incorporando en el decursar del tiempo Consuelo Ochoa Ochoa, Urbana Rodríguez Sáenz, Enedina Alcántara Matos, La Dra. Rita Ochoa Zaldivar, graduada de doctora en pedagogía en la Universidad Nacional en 1934, Esperanza Rodríguez B maestra normalista.
Concepción Guarch, por su actuación fue la primera maestra que conquistó el premio Baire en el curso 28-29. Además obtuvo la medalla de mérito, por su labor para la preparación de ciudadanos por más de 25 años. También fue de las maestras que formaron el distrito escolar de Antilla, al constituirse el ayuntamiento el 21 de enero de 1925.
Urbana Rodríguez Sáenz, formó parte de las 9 maestras que iniciaron el distrito de Antilla. Fue la segunda profesora que ganó el premio de 100.00 pesos en 1929-1930. En 1940 en un magnífico acto celebrado en el teatro (Aguirre) se le otorgó la medalla de mérito, que la república dedicaba a los maestros que habían realizado una labor por más de 25 años.
Antes del triunfo de la Revolución solamente existía una escuela pública, donde la mayoría de los niños no alcanzaban el sexto grado y dos escuelas privadas. Una era de Ada Batista que funcionaba en un local de la Iglesia Católica y la otra de Raquel Rodríguez, que radicaba en Kingston.
A partir del triunfo revolucionario además de la escuela pública, que se nombraba José de la Luz y Caballero, se construyeron otras Escuelas Primarias: una en Kingston, una en Mamey y una en Batey, posteriormente la primera escuela de Tacajó fue convertida en Secundaria Básica, enseñanza que no existía anteriormente.
En la actualidad existen varios centros para los diferentes tipos de enseñanzas:
- Círculo Infantil: “Los Abelitos “
- Enseñanza Primaria: C/E “Serafín Sánchez”, Seminternado “Felipe Neri Guerrero”, C/E “Julio Antonio Mella”, Escuela Especial “Julio Antonio Mella”.
- Secundaria Básica: ESBU “Fernando de Dios”.
- Escuela de Oficios: “2 de Abril”.
- IPUEC “Granjita Siboney”.

Funciona además la Sede Universitaria, creada por iniciativa de nuestro Comandante en Jefe como parte del proyecto Álvaro Reynoso, una Filial de Ciencias Médicas, que ya realizó su primera graduación, aquí se forman los médicos no solamente de nuestra localidad, sino del hermano país de Bolivia. También se preparan jóvenes en la Licenciatura de Enfermería.
Cultura
La cultura nace a partir de una necesidad del hombre de adquirir todo lo que constituya un elemento material o espiritual para mejorar su calidad de vida. En Tacajó el 20 de diciembre de 1942 se funda la Sociedad “Juventud Renaciente”, la cual admitía en su seno a personas de color negro, con buena conducta moral que tuvieran una profesión definida. Esta fue la función social que cumplió hasta 1959, cuando al triunfar la Revolución se elimina la discriminación racial, quedando el local a disposición del naciente Sistema Socialista, donde se utilizó en otras actividades hasta alrededor del año 1963.
Al año siguiente abre sus puertas como Casa de la Cultura. Sin embargo es el 10 de julio de 1977 “Año de la Institucionalización” cuando diferentes representantes de las organizaciones del estado declaran de forma oficial el inmueble, otorgándole el nombre de “Manuel Navarro Luna”. Comienza la década de los 80, época dorada del trabajo cultural y su movimiento de aficionados, se crea una estructura en la institución; los cuales se encargan de perfeccionar el trabajo y lograr que en el año 1983 la casa de la cultura obtenga la categoría de Destacada a nivel nacional.
En su escenario se han presentado artistas como: Jesús Ortega (guitarrista), Cosme Proenza (plástico) del cual se expone su obra varias veces en la Casa, Teatro Lírico “Rodrigo Prats”, Teatro “Guiñol”, Codanza, y Ballet de Holguín; Compañía de Ballet de Camagüey, Orquestas de Música Moderna de Santiago de Cuba y Villa Clara, El “Cochero Azul” de Guantánamo, Guillermo Peña (cantante), Orestes Gonzáles Garayalde (escritor y miembro de la UNEAC), en el año 2003 Nancy Gonzáles (actriz) y parte del elenco de la telenovela Salir de Noche deleitó al público de nuestra Casa de Cultura son entre otros algunos de los visitantes.

## Valores Patrimoniales
Este batey fundado antes de la construcción del central azucarero posee un Patrimonio Local en las zonas, áreas e inmuebles del núcleo urbano con valor patrimonial, muestra de ello tenemos:

### Patrimonio Histórico
```
  La Locomotora 2 de Abril.
  Los "Soviets Tacajó" (construido en honor a la masacre de jóvenes ocurrida en el cine de la localidad durante la lucha de 1933, en este lugar descansan los restos de Ursinio Rojas); constituyen monumentos declarados por la comisión de patrimonio del municipio.
```

### Patrimonio Cultural
```
  Intangibles: Es aquel que sabemos que existe pero que no podemos tocar, lo constituyen:
  Tradiciones del lugar.
  Recuerdos imborrables de los viejos pobladores del lugar.
  Tangibles: Es aquel que se puede tocar, lo constituyen:
  El parque central.
  Las viviendas familiares que representan el desarrollo de la arquitectura vernácula, las diferentes tipologías construidas para los obreros del central.
  Fotos y documentos que reflejen el estado original del poblado.
  Construcciones religiosas (iglesias), como muestra de las obras más conmovedoras de la arquitectura.
  Inmueble: Es aquel que no podemos mover, se encuentran:
  La zona de centro del núcleo urbano (por su valor histórico-cultural).
  El núcleo urbano como tal (primero y único poblamiento urbano que surgieron por la construcción del CAI).
  La forma urbana.
  La condición de Batey Azucarero.
  El nombre toponímico (Tacajó).
```

### Patrimonio de Paisajes Naturales
La nueva categoría surgida en el año 1972, a la par del proceso de declaración de los bienes Patrimonio Mundial de Cuba. Son aquellos donde se conjuga la obra humana con la obra de la naturaleza, como muestra tenemos:
Patrimonio Agroindustrial Azucarero del siglo XIX, representado por el CAI Fernando de Dios Buñuel, industria ubicada en la zona urbana, conjugada con la actividad agrícola del cultivo de la caña de azúcar en zonas rurales.

### Patrimonios Escultóricos
El mausoleo de la Masacre
En este poblado se levantó la obra de 900 m cuadrados, conformada por un muro de 20 m de largo, en el cual se muestran a través de figuras a relieve, tres etapas importantes de las luchas obreras del Soviet de Tacajó en 1934 durante los dramáticos días de la dictadura de Batista. Se encuentra ubicada en el lugar que ocupaba el cine, próximo al Parque Central del Batey, fue develada el 28 de febrero de 1984, a los 50 años del triste suceso.
La escultura fue realizada por el arquitecto Daniel Delgado y su autor Luís Manuel Pérez González. En ella se representan tres momentos: 1. La guardia roja: ubicada en el parte izquierda. 2. Las manifestaciones obreras: se encuentran en la parte central de la escultura. 3. La masacre: ocurrida en el antiguo cine localizada en la parte derecha. Este sitio se ha convertido por su importancia histórica en el lugar apropiado para realizar actividades y conmemorar efemérides tales como: graduaciones escolares, actos políticos, ceremonias matrimoniales.
Busto a José Martí
El busto a José Martí, fue realizado por el escultor italiano Luigi Pietrasanta en 1938 y develado el 28 de enero del mismo año, se encuentra ubicado a la entrada de la antigua logia masónica, (donde radicaba el Bufete Colectivo) fue hecho en la ciudad de Santiago de Cuba y luego trasladado hacía Tacajó por orden de los masones. Esta imagen está fundida en bronce, posee una altura de 50 cm, su dimensión es de 42 y una profundidad de 23 cm, sostenido en una base por una columna de forma triangular rodeada de una jardinera, conservando esta misma forma que representa el triángulo de la bandera y un atributo nacional, la Palma Real.
Se caracteriza por reflejar en su mirada la esperanza hacía un futuro mejor, cargado de un carácter patriótico con ansias de libertad, muestra además en su rostro un afán de lucha por el bienestar de la humanidad y la realización plena del hombre, como expresó: "Con todos y para el bien de todos". En esta obra de proporciones académicas precisas, prevalecen las líneas rectas que marcan la seguridad y la confianza del Apóstol en el hombre. Está rodeado de plantas ornamentales que resaltan en el espacio, a ambos lados de dicho busto circulan dos pasillos de concreto que reafirman el lugar donde se ubica la escultura.
La Danza
Título de la pieza realizada por el artista plástico licenciado Eddy Ibarra, se encuentra ubicada en el patio frontal de la casa de cultura "Manuel Navarro Luna", inaugurada el 11 de noviembre de 1999 con el objetivo de caracterizar esta institución artística. Posee una altura de 2.10 M realizada con barillas metálicas de hierro y tela metálica revestidas con cemento y arena artificial lograda a través de la técnica de ferrrocemento, destaca una pareja de baile desde un dibujo, que solo tiene una pierna y un brazo la cual forma un movimiento coreográfico con la utilización de pocas líneas en las que predominan los volúmenes. El hombre con una pose más firme sostiene la mujer representando la manifestación danzaría se caracteriza además por el movimiento de la línea curva que es capaz de conceder a la obra un estilo bastante libre de la danza.
Se encuentra rodeada con plantas ornamentales que embellecen su entorno además de dos lámparas fluorescentes que iluminan la escultura en horario nocturno, dicha obra se ajusta perfectamente con el espacio que ocupa teniendo suficiente terreno a su alrededor que permite a la vista del espectador darle un recorrido total a la misma.